# 潜川镇
潜川镇，是中华人民共和国浙江省杭州市临安区下辖的一个镇。

## 辖区
该镇辖有：	塔山村、城后村、阔滩村、马山村、海龙村、牧亭村、麻车埠村、青山殿村、中间桥村、沈家坞村、
1. ↑  . 中国·国家地名信息库.